# Roger Martin (écrivain)
 (mars 2010).
Si vous disposez d'ouvrages ou d'articles de référence ou si vous connaissez des sites web de qualité traitant du thème abordé ici, merci de compléter l'article en donnant les références utiles à sa vérifiabilité et en les liant à la section « Notes et références ».
Pour les articles homonymes, voir Roger Martin et Martin.
Roger Martin est un écrivain et un homme politique français, né le 19 février 1950 à Ronchin.
Il est l’auteur d'une trentaine d’ouvrages et de plusieurs centaines d’articles dans divers journaux et magazines.

## Biographie

### Jeunesse et engagement
Il a deux ans lorsque ses parents, enseignants, s’installent à Aix-en-Provence. Il y vit jusqu’en 1974, fréquentant le lycée Mignet jusqu'en classe de première. À 14 ans, il adhère aux Jeunesses communistes. Il les quitte en 1967 pour rejoindre les Jeunesses communistes révolutionnaires (devenues plus tard la Ligue communiste révolutionnaire). Sa critique, en mai 68, de certaines orientations de son organisation lui vaut d’être rétrogradé du rang d’observateur à celui de sympathisant. Il rejoint l'Union des Étudiants Communistes et adhère au Parti communiste français.
Déjà titulaire d'une licence d’anglais, en 1973 il est reçu au concours du CAPES de lettres modernes et est nommé l'année suivante professeur au collège de Mont-Saint-Martin, ville limitrophe de Longwy dans la Meurthe-et-Moselle, qu'il quittera en 1992 pour le collège de Pernes-les-Fontaines dans le Vaucluse. 

### Politique et polar
En 1977, il est élu maire-adjoint communiste de cette ville de 11 000 habitants. Une commission municipale à la culture voit le jour. Il travaille à sauver l’église romane de la ville. Pendant 15 ans, la municipalité, en collaboration avec les Monuments de France, multiplie des travaux. La « vieille église » est restaurée.
Il crée les Rencontres policières de Mont-Saint-Martin, inaugurées par un Didier Daeninckx et qui accueillent en quinze ans des auteurs de romans policiers et de cinéma noir. Parallèlement, Roger Martin a créé un fanzine, Hard-Boiled Dicks, qui compte 50 à 100 pages selon les livraisons ; 22 numéros paraissent, consacrés à des auteurs américains (Elmore Leonard, Chester Himes, Joseph Hansen, etc.) ou européens (Manuel Vasquez Montalban, Giorgio Scerbanenco, Paul Berna).
Il devient directeur de deux collections successives, Étiquette Noire, qui publie une trentaine de titres, puis L’Instant noir qui publie les romans d’Émile Gaboriau.
Il publie également des articles dans diverses revues spécialisées, 813, Thriller, Encrage, Asphalte, L'Almanach du Crime, L’Année du polar et tient la chronique policière, Haut les mains et bas les masques, au journal L'Humanité.
En 1987, ses critiques à l’égard de la politique du Parti communiste, suivies de son soutien à Pierre Juquin, lui font quitter le parti. Maintenu sur sa liste par le maire, il est néanmoins rétrogradé et perd sa position de « dauphin ». Il abandonne sa chronique à L'Humanité et se consacre davantage à ses travaux. À la demande de Suzanne Beaufils, codirectrice des éditions Fleuve noir, il s'est lancé peu avant dans une série sur le Ku Klux Klan, sous le pseudonyme de « Kenneth Ryan ».
Après un roman noir chez Calmann-Lévy, Skinheads en 1988, et un texte pour enfants, il publie chez le même éditeur en 1989 un document intitulé AmeriKKKa : Voyage dans l’Internationale néo-fasciste, qui connaît deux rééditions.

### Retour en Provence-Alpes-Côte d'Azur
En 1992, quittant la Lorraine pour la Provence, Roger Martin est nommé au collège de Pernes-les-Fontaines dans le Vaucluse. Il publie alors un western picaresque, Mémoires de Butch Cassidy, et une enquête, L’Affaire Peiper. Elle retrace la mystérieuse disparition du colonel SS Joachim Peiper, « héros » de la Bataille des Ardennes et criminel de guerre avéré, et déclenche une avalanche de lettres et coups de téléphone de menaces anonymes. En février 1994, il est roué de coups à Épinal par des agresseurs qui ne seront pas retrouvés, mais dont le journaliste de La Liberté de l'Est, Dominique Leroy, affirme qu’ils venaient de la base militaire de la ville.
Signataire de l’« Appel des 250 », qui voit la naissance du réseau Ras l’Front, il milite dans cette organisation à Carpentras, avant que la venue de Jean-Marie Le Pen dans la ville, le 11 novembre 1995, le conduise à diriger un rassemblement antifasciste régional plus large, «Le Sursaut». Il réintègre au même moment le Parti communiste dont il sera le candidat aux élections égislatives de 1997, obtenant 11 % des suffrages.
En 1998, il fait paraître aux éditions Calmann-Lévy un document-pamphlet intitulé Main basse sur Orange (Une ville à l'heure lepéniste), qui est l’occasion d’une nouvelle vague de menaces. Jacques Bompard et André-Yves Beck adressent à l’éditeur une lettre recommandée annonçant qu’ils vont porter plainte pour diffamation et faire interdire le livre. Au cours d'une centaine de conférences autour de l’ouvrage, dont une à Orange même, Roger Martin réitère ses accusations. Aucune plainte ne suivra.
Début février 2011, Roger Martin fait partie des 47 enseignants qui renvoient leurs Palmes académiques pour protester contre la casse de l’école publique. Il publie dans L’Humanité du 17 février sa lettre à Luc Châtel, qui ne lui répond pas.
En 2012, il soutient Jean-Luc Mélenchon, candidat du Front de gauche à l'élection présidentielle, appelant à voter pour lui dans un appel signé par 100 auteurs de polar . Toujours en 2012, il est le candidat du Front de Gauche dans la 3e circonscription de Vaucluse. Il obtient presque 8 % des suffrages et appelle à barrer la route à la candidate du Front national, Marion Maréchal-Le Pen, qui ne devra son élection qu'au maintien au second tour de la candidate socialiste, pourtant désavouée par les instances nationales de son parti. Violemment mis en cause à plusieurs reprises par l'extrême-droite, il est victime d'attaques à gauche au second tour. 
En 2014, il participe avec le Parti communiste, mais contre la position du Parti de Gauche, à la campagne pour empêcher que Carpentras ne vote pour la Ligue du Sud et le FN.

### Roman noir et bande dessinée
En 2000, il s'est lancé, pour les éditions du Seuil, dans le récit des aventures d’Héléna Rénal, condamnée pour meurtre puis innocentée des années plus tard et qui fonde l’« Agence du dernier recours » qui vient en aide à des victimes d’erreurs judiciaires.
Parallèlement, il crée une série BD, AmeriKKKa, avec le concours du dessinateur Nicolas Otéro,chez l'éditeur Emmanuel Proust éditions qui présente les faits du Ku Klux Klan et des néo-nazis. Neuf volumes sont parus jusqu'en 2014[Quand ?], le dernier étant Cauchemar Californien, 12 ans après la publication du premier tome, Les Canyons de la Mort, en 2002. 
L’œuvre met en scène les péripéties d’un couple d’agents de l’AKN (Anti Klan Network), Steve Ryan et Angela Freeman, enquêtant à travers différents états américains au fil de la série afin de démanteler plusieurs réseaux fascistes, principalement le Ku Klux Klan. 
Depuis 2005, Roger Martin est de nouveau chroniqueur à L’Humanité où il anime une chronique littéraire. 
En 2008, il publie un roman noir, Jusqu’à ce que mort s’ensuive. En 2011, chez le même éditeur, il publie Les Ombres du souvenir.
Le Ku Klux Klan n'a pas cessé de l'intéresser. Pour l'édition Oskar, il écrit en 2011, deux romans pour la jeunesse, Des ombres dans la nuit, et Les cagoules de la terreur.
L'année 2013 voit la publication d'une nouvelle œuvre, Dernier convoi pour Buchenwald. Ce récit est suivi de la publication dans la collection des Romans de la colère (Oskar-Osaka) de L'Honneur perdu du commandant K..

## Œuvre

### Romans
- 1985 : KKK (sous le pseudonyme de Kenneth Ryan), Fleuve noir
- 1986 : Guerre au Klan (sous le pseudonyme de Kenneth Ryan), Fleuve noir
- 1987 : Opération Rio Grande (sous le pseudonyme de Kenneth Ryan), Fleuve noir
- 1988 : Skinheads, Calmann-Lévy. Réédit.augmentée de huit nouvelles sous le titre Skinheads et autres récits noirs, éditions Mélis, 2009
- 1989 : Opération Chien Rouge, éd. Caribéennes
- 1992 : Contes de l’évasion ordinaire, éd. La Brèche
- 1994 : Les Mémoires de Butch Cassidy, éd. Dagorno
- 1996 : Le GAL, l’égout (« Le Poulpe »), éd. Baleine ; rééd. Le Seuil/Baleine, 2000
- 1997 : Mort clandestine, éd. de la Voûte
- 1999 : Une affaire pas très catholique, Seuil, « Points » no 671
- 2000 : Un chien de sa chienne, Seuil, « Points » no 717
- 2001 : Quai des désespoirs, Seuil, « Points » no 911
- 2008 : Jusqu’à ce que mort s’ensuive, Le Cherche midi ; rééd. Pocket, 2013
- 2010 : Les Ombres du souvenir, Le Cherche midi  (ISBN 978-2-7491-1497-2)
- 2013 : Dernier convoi pour Buchenwald, Le Cherche midi  (ISBN 978-2-7491-2308-0)
- 2013 : L'Honneur perdu du commandant K, Oskar
- 2016 : Il est des morts qu'il faut qu'on tue, Le Cherche midi  (ISBN 978-2-7491-3524-3)
- 2016 : avec Mako (illustrateur), Les docks assassinés, l'affaire Jules Durand, Les Éditions de l'Atelier, 2016,  (ISBN 978-2-7082-4481-8)
- 2018: Le Rêve brisé: il y a cinquante ans tombait Martin Luther King, De Borée (coll. Histoire & Documents)  (ISBN 978-2-8129232-0-3)

### Jeunesse
- 1988 : Le Piège d’Alexandre, coll. Souris noire, Syros
- 2011 : Les Ombres de la nuit, (KKK no 1) Oskar édition
- 2011 : Les Cagoules de la terreur, (KKK no 2) Oskar édition

### Enquêtes
- 1988 : AmeriKKKa, voyage en  Amérique fasciste, Calmann-Lévy ; rééd. revue et augmentée sous le titre AmeriKKKa, Voyage dans l'Internationale néo-fasciste (1995)
- 1994 : L’Affaire Peiper, éd. Dagorno
- 1998 : Main basse sur Orange : Une ville à l’heure lepéniste, Calmann-Lévy

### Essais
- 1984 : Le Livre d’or de l’Humanité, éd. Encre
- 1985 : Œuvres complètes de Claude Tillier, Slatkine, 3 volumes
- 1986 : Panorama des maîtres du polar étranger, éd. de l’Instant
- 1993 : Georges Arnaud : Vie d’un rebelle, Calmann-Lévy ; rééd. revue et augmentée aux éditions À plus d’un titre (2009)
- 2005 : L'Empire du mal, dictionnaire iconoclaste des États-Unis, Le Cherche midi

### Bandes dessinées
- 2002 : Les Canyons de la mort (AmeriKKKa no 1), Hors Collection, E.P. éditions (2004)
- 2003 : Les Bayous de la haine (AmeriKKKa no 2), Hors Collection, E.P. éditions (2004)
- 2003 : Les Neiges de l’Idaho (AmeriKKKa no 3), E.P. éditions
- 2003 : Cent Tueurs dans la plaine (La Légende de Cassidy no 1), E.P. éditions[3]
- 2004 : Les Aigles de Chicago (AmeriKKKa no 4), E.P. Éditions
- 2005 : Le Syndicat des pilleurs de trains (La Légende de Cassidy no 2), E.P. éditions
- 2005 : Les Commandos de Philadelphie (AmeriKKKa no 5), E.P. éditions
- 2007 : Atlanta, cité impériale (AmeriKKKa no 6), E.P. éditions
- 2010 : Objectif Obama (AmeriKKKa no 7), E.P. éditions
- 2012 : Les Milices du Montana (AmeriKKKa no 8 ), E.P. éditions
- 2014 : Cauchemar californien (AmeriKKKa no 9), E.P. éditions

### Recueils et anthologies
- 1985 : Nouvelles noires, vingt-quatre nouvelles d’Apollinaire à Villiers de l’Isle Adam, éd. Encre
- 1987 : Récits noirs de l’Antiquité, avec Claude Leroy, éd. de l’Instant
- 1987 : Black Label, 12 nouvelles noires, éd. de L’Instant
- 1991 : Une saison d’enfer, éd. Messidor
- 1999 : Requiem pour un muckraker : 22 nouvelles noires en hommage à Marvin H. Albert, 1924-1996, éd. Baleine
- 2000 : La Dimension policière, Librio no 349
- 2001 : Corse noire, Librio no 444
- 2004 : 36 Nouvelles noires pour l’Humanité, éd. Hors Commerce
- 2010 : Corse noire, éd. Albiana (revue et augmentée)

### Radio
- 1992-1993 : Oiseaux de malheur, feuilleton de 30 épisodes de 7 minutes avec Paul Crauchet et Simon de La Brosse (Ateliers de Création de Radio France Strasbourg) ;
- 1995 : Black, dramatique de 15 minutes, coll. Microfilms, Radio France ;
- 27 octobre 1992 : L’Amante religieuse, dramatique de 42 minutes. coll. Les Tréteaux de la nuit, avec Bernard-Pierre Donnadieu, Judith Magre et Pascal Mazzotti ;
- 13 novembre 1996 : Chantage, dramatique de 27 minutes. France Inter.

## Distinctions
- 1984 : prix Maurice-Renault de la meilleure revue policière pour Hard-Boiled Dicks au Festival de Reims[4].
- 2008 : prix Sang d'encre du meilleur roman noir pour Jusqu’à ce que mort s’ensuive au festival de Vienne[5].
- 2010 : Prix Thierry-Jonquet pour Jusqu’à ce que mort s’ensuive[réf. nécessaire]
- 2011 : prix des Ancres noires pour Jusqu'à ce que mort s'ensuive au festival des Ancres noires du Havre[réf. nécessaire].